# Trylobmätare
Trylobmätare (Trichopteryx polycommata) är en fjärilsart som beskrevs av Ignaz Schiffermüller 1775. Trylobmätare ingår i släktet Trichopteryx och familjen mätare. Enligt den svenska rödlistan är arten nära hotad i Sverige. Arten förekommer på Gotland, Götaland, Svealand och Nedre Norrland. Artens livsmiljö är skogslandskap, jordbrukslandskap. Inga underarter finns listade i Catalogue of Life.

## Bildgalleri

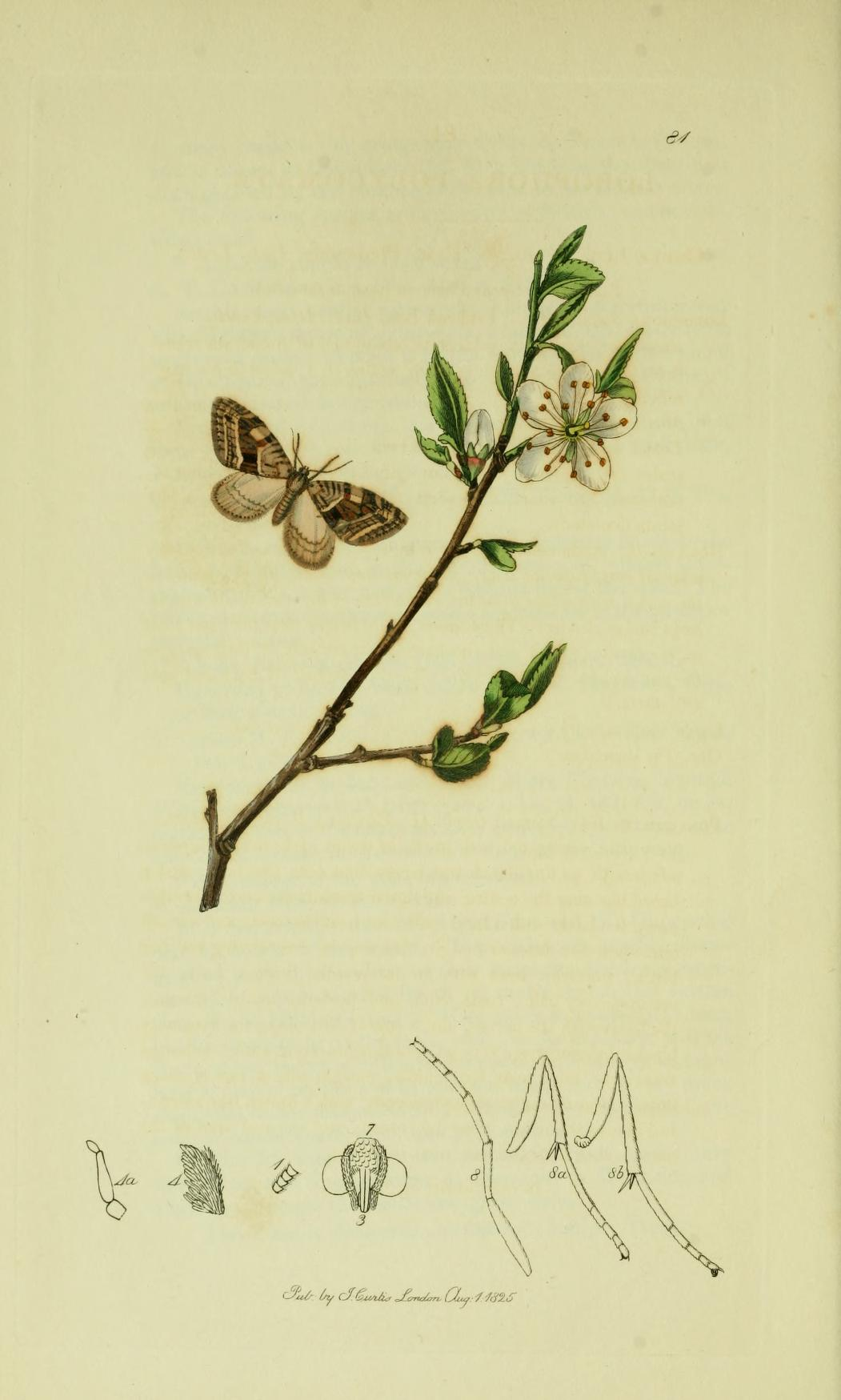